# Morgenblätter
Morgenblätter (Morgontidningar), op. 279, är en vals av Johann Strauss den yngre. Den spelades första gången den 12 januari 1864 i Sofienbad-Saal i Wien. 

## Historia

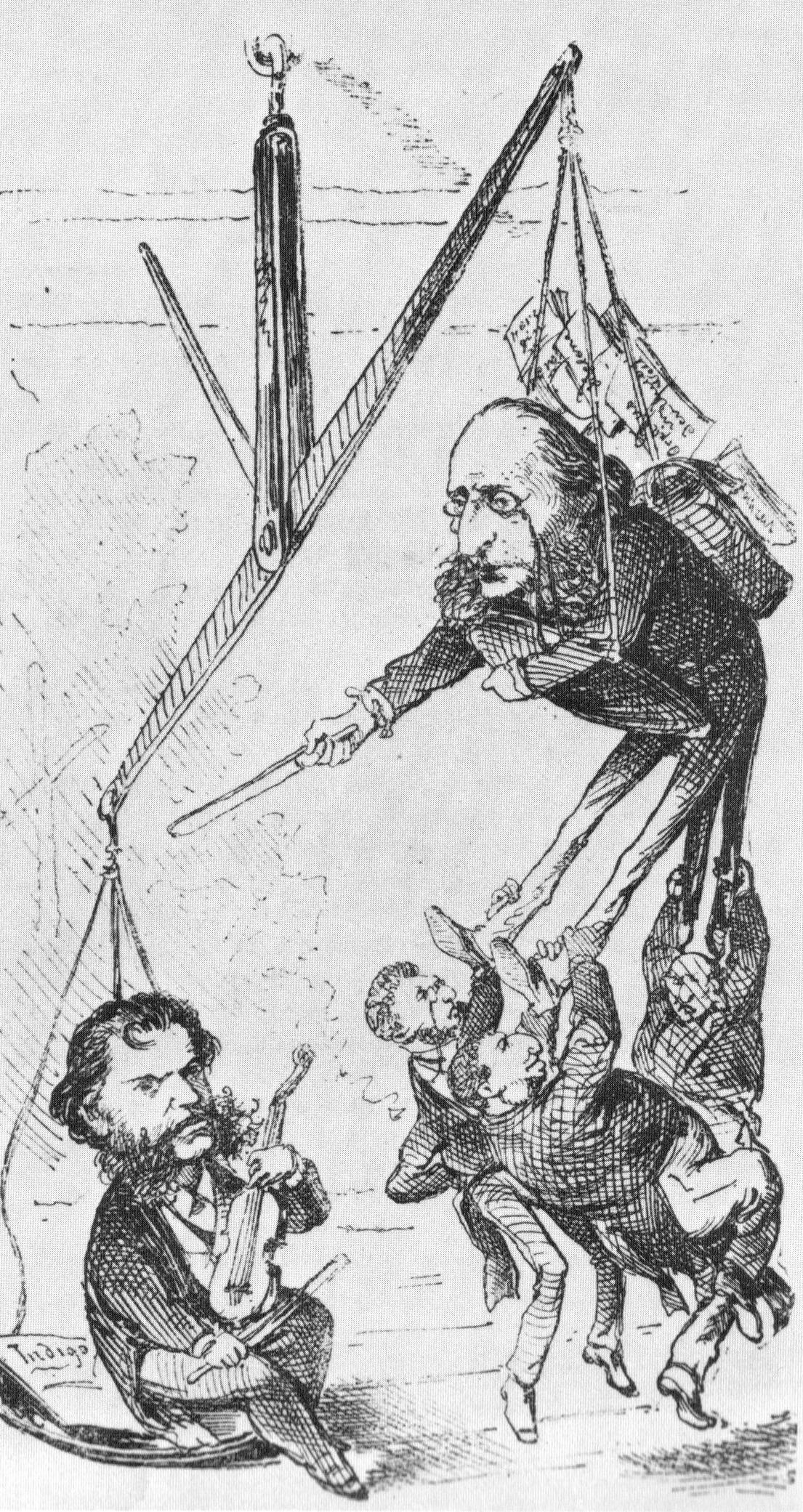
Strauss och Offenbach strider om publikens gunst där Strauss verkar väga tyngst. Anonym skämtteckning från 1871.

Den 12 januari 1864 gav Författare- och journalistföreningen "Concordia" sin andra bal i Sofienbad-Saal i Wien. Datumet hade valts så tidigt som möjligt då det Dansk-tyska kriget var att vänta inom kort, vilket skulle ha dämpat dansglädjen. Som vanligt hade Johann Strauss engagerats att skriva en specialkomponerad vals men denna gång hade föreningen även kontaktat Jacques Offenbach och bett denne att komponera en vals. Offenbach accepterade glatt uppgiften, då han ändå skulle resa till Wien för att dels göra affärer med de mindre förortsteatrarna som spelade hans operetter, dels för att övervara repetitionerna av hans senaste opera Die Rheinnixen, som skulle ha premiär på Wiener Hofoper den 4 februari 1864. Att få tillfälle att skriva ett stycke till de journalister som senare skulle bedöma hans operett kunde bara anses som positivt. Det visade sig dock att Offenbach inte riktigt uppdaterat sig vad gällde wienervalsens utveckling. Hans vals till "Concordiabalen" bestod därför av franska impulser härrörande sig från Johann Strauss den äldres dagar, vilket verkligen inte kunde ses som modernt eller sensationellt. Även här förlitade sig Offenbach på den magi som många av hans melodier hade haft på publiken. 
Medveten om att Offenbach också engagerats att bidra med musik till balen lämnade Strauss in sin vals till balkommittén och lät den bestämma titel. Han förfinade de enskilda avsnitten och försökte kombinera harmoni och kontrast i verket ännu mer noggrant än tidigare. Kommittén var angelägen om att skapa en medial konkurrens mellan de två kompositörerna och döpte Offenbachs verk till Abendblätter (Aftontidningar) och Strauss till Morgenblätter. Offenbach var inte närvarande vid balen och Strauss dirigerade premiärerna av båda valserna. Inget av verken slog mer än det andra och Strauss fortsatte att spela båda valserna under hela karnevalen. Hans förlag Spina publicerade också båda verken samtidigt. Men med tiden föll Offenbachs vals snart i glömska medan Strauss Morgenblätter aldrig försvunnit från repertoaren.
Thomas Hardys dikt A Seaside Town från 1869 indikerar på att valsen var populär i Storbritannien i slutet av 1860-talet.
Delar av valsen återanvändes i operetten Wiener Blut (1899), som bestod av sammansatt Straussmusik sammanställt av Adolf Müller.

## Om valsen
Speltiden är ca 10 minuter plus minus några sekunder beroende på dirigentens musikaliska tolkning.

## Weblänkar
- Morgenblätter i Naxos-utgåvan.